# Hanna Kirchner
Hanna Kirchner, właśc. Kirchner-Ładyka (ur. 21 stycznia 1930 w Warszawie) – polska historyczka i krytyczka literatury, edytorka. Badaczka życia i twórczości Janusza Korczaka i Zofii Nałkowskiej.

## Życiorys
Córka Włodzimierza Kirchnera, fotografa specjalizującego się w portretach i Stanisławy, z d. Pieczyńskiej.
Była uczennicą prywatnych szkół podstawowych w Warszawie. W czasie powstania warszawskiego przebywała w Klarysewie, następnie w Pruszkowie. Była uczennicą Gimnazjum im. Tomasza Zana (od 1945), Gimnazjum im. Królowej Wandy w Krakowie (w roku szkolnym 1945/1946) i Liceum im. Wojciecha Górskiego w Warszawie, gdzie w 1948 zdała egzamin maturalny. Następnie studiowała polonistykę na Uniwersytecie Warszawskim (magisterium w 1953). W latach 1951–1955 pracowała jako młodszy asystent, a następnie asystent w Instytucie Badań Literackich Polskiej Akademii Nauk, w latach 1955-1963 na Wydziale Polonistyki Uniwersytetu Warszawskiego. W latach 1963–1967 odbyła w IBL studia doktoranckie, w 1967 obroniła pracę doktorską Twórczość Zofii Nałkowskiej w latach 1909-1926 napisaną pod kierunkiem Stefana Żółkiewskiego i została w IBL zatrudniona jako adiunkt. Pracowała w Pracowni Literatury Współczesnej IBL, gdzie zajmowała się edycją krytyczną dzienników Zofii Nałkowskiej, była też członkiem zespołu przygotowującego monografię Literatura polska 1918-1975. W 1988 otrzymała stopień doktora habilitowanego za czterotomową edycję Dzienników Zofii Nałkowskiej. Stopień ten został zatwierdzony w 1992. W 1992 przeszła na emeryturę.

## Twórczość

### Janusz Korczak
Od 1962 zajmowała się badaniami nad życiem i twórczością Janusza Korczaka. W 1978 została członkiem Polskiego Towarzystwa Korczakowskiego oraz Komisji Naukowej Międzynarodowego Stowarzyszenia im. J. Korczaka. W 1983 została członkiem komitetu redakcyjnego „Dzieł” Janusza Korczaka, była redaktorem naukowym tomu 1 (1992), 2 (1998), 6 (1998), 8 (1992), 9 (1994), 10 (1994), 12 (1998) tej edycji. W 1994 została członkiem Rady Naukowej Ośrodka Dokumentacji i Badań „Korczakianum”.

### Zofia Nałkowska
Od końca lat 60. zajmowała się przygotowaniem do druku pozostających w rękopisie, pisanych w latach 1899-1954 dzienników Zofii Nałkowskiej. W ramach tych prac ukazały się kolejno Dzienniki czasu wojny (1970), a następnie edycja całości: Tom 1. 1899-1905 (1975), Tom 2. 1909-1917 (1976), Tom 3. 1918-1929 (1980), Tom 4. 1930-1939. Cz. 1 (1930-1934), cz. 2 (1935-1939) (1988), Tom 5. 1939-1944 (1996), Tom 6. 1945-1954 (Cz. 1-3, 2000-2001). Za prace edycyjne otrzymała w 1988 Nagrodę Ministra Kultury i Sztuki, w 2001 wyróżnienie jury Nagrody Literackiej im. Władysława Reymonta, w 2008 Nagrodą Edytorską PEN Clubu. W 2011 wydała także monografię Nałkowska albo życie pisane.

### Krytyka literacka na łamach czasopism
W latach 1950–1953 współpracowała jako krytyk z pismem Wieś, prowadziła w nim w 1953 dział krytyki (wspólnie z Heleną Zaworską). Współpracowała z Nową Kulturą (głównie w latach 1958-1960), Nowymi Książkami (1955, 1960-61), Współczesnością (1960-66, prowadziła tam cykl „Nowy poczet pisarzy”), Ty i ja (1966-71).

### Tłumaczenia
Od lat 70. zajmowała się też tłumaczeniem literatury serbsko-chorwackiej. Przełożyła książki Momo Kapora Zapiski pewnej Anny (1979) i Udawacze (1981) oraz Krsto Špojlara Czas i pajęczyna (1987)).

### Pozostałe prace
W swojej pracy badawczej zajmowała się też twórczością Mirona Białoszewskiego, Jarosława Iwaszkiewicza, Leopolda Buczkowskiego. Była autorka licznych wstępów, rozpraw, studiów w książkach zbiorowych. Od początku lat 70. pisała także o twórczości Władysława Hasiora, w 2005 wydała książkę Hasior. Opowieść na 2 głosy, będącą połączeniem biografii, przedruku artykułów o twórczości Hasiora oraz prywatnej korespondencji wymienianej z artystą.

## Członkostwo w organizacjach
Była członkiem Związku Akademickiej Młodzieży Polskiej, Polskiej Zjednoczonej Partii Robotniczej (1955-1982), Związku Literatów Polskich (1967-1983), Stowarzyszenia Pisarzy Polskich (członek założyciel w 1989, do 1993 przewodnicząca Komisji Językowej), członkiem założycielem Towarzystwa Polska-Izrael (1989).

## Odznaczenia
W 1988 została odznaczona Złotym Krzyżem Zasługi.